# Komisariat Straży Celnej „Tylicz”

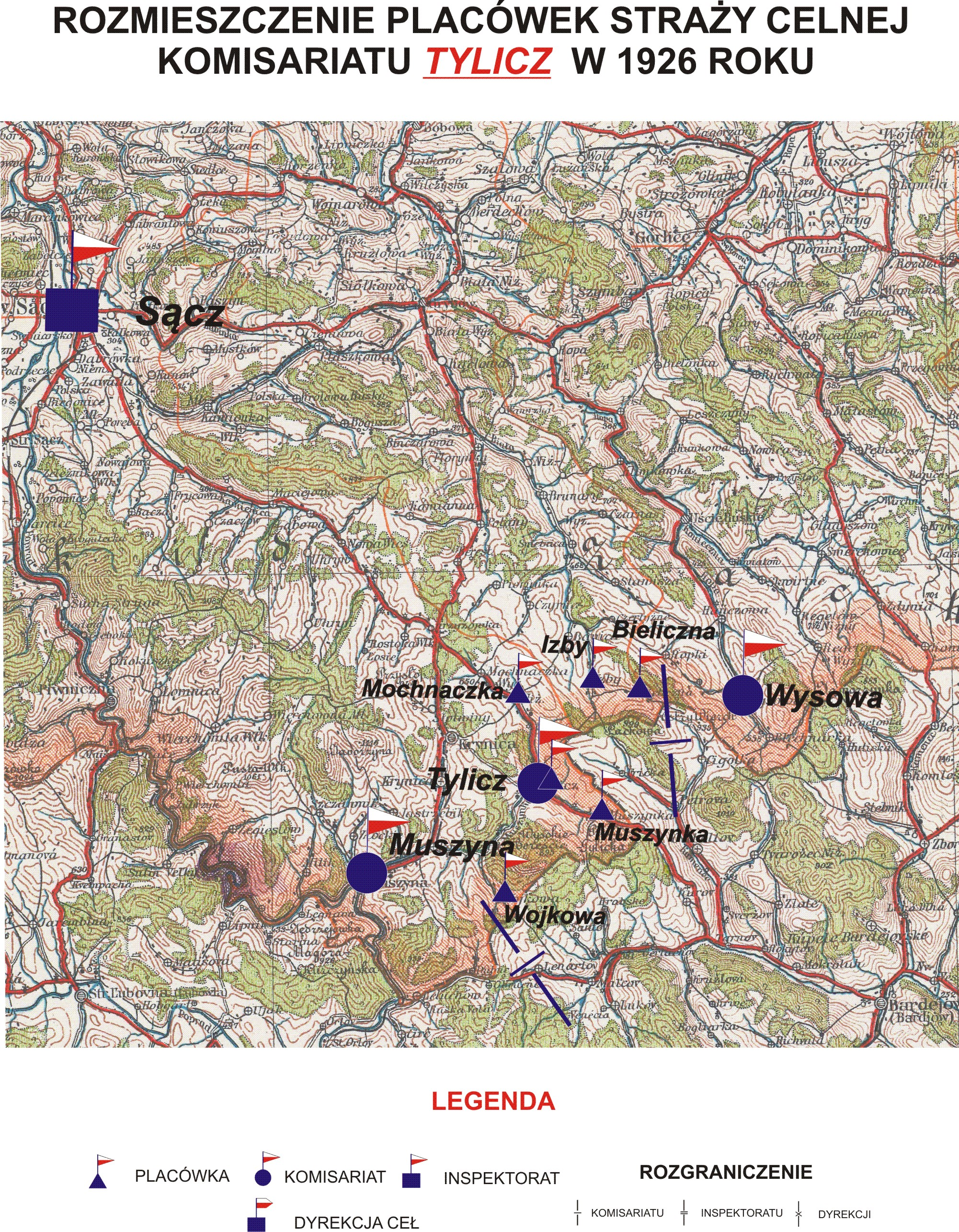
Rozmieszczenie placówek SC Komisariatu Tylicz w 1926 r.

Komisariat Straży Celnej „Tylicz” – jednostka organizacyjna Straży Celnej pełniąca służbę ochronną na granicy polsko-czechosłowackiej w latach 1921–1928.

## Formowanie i zmiany organizacyjne
Na wniosek Ministerstwa Skarbu, uchwałą z 10 marca 1920 roku, powołano do życia Straż Celną. Od połowy 1921 roku jednostki Straży Celnej rozpoczęły przejmowanie odcinków granicy od pododdziałów Batalionów Celnych. W 1922 roku w Tyliczu stacjonował sztab 4 kompanii 6 batalionu celnego. Proces tworzenia Straży Celnej trwał do końca 1922 roku. Komisariat Straży Celnej „Tylicz”, wraz ze swoimi placówkami granicznymi, wszedł w podporządkowanie Inspektoratu Straży Celnej „Sącz”.
W drugiej połowie 1927 roku przystąpiono do gruntownej reorganizacji Straży Celnej. W praktyce skutkowało to rozwiązaniem tej formacji granicznej. Rozporządzeniem Prezydenta Rzeczypospolitej Polskiej Ignacego Mościckiego z 22 marca 1928 roku w jej miejsce powoływano z dniem 2 kwietnia 1928 roku Straż Graniczną.
Rozkazem nr 5 z 16 maja 1928 roku w sprawie organizacji Małopolskiego Inspektoratu Okręgowego dowódca Straży Granicznej gen. bryg. Stefan Pasławski powołał komisariat Straży Granicznej „Muszyna”, który przejął ochronę granicy od rozwiązywanego komisariatu Straży Celnej.

## Służba graniczna
Sąsiednie komisariaty
- komisariat Straży Celnej „Muszyna”  ⇔ komisariat Straży Celnej „Wysowa” − 1926

## Funkcjonariusze komisariatu
Obsada personalna w 1926:
- kierownik komisariatu – komisarz Eugeniusz Krauz
- pomocnik kierownika komisariatu – starszy przodownik Ryszard Trzciński (7)

## Struktura organizacyjna
Organizacja komisariatu w 1926 roku:
- komenda – Tylicz
- placówka Straży Celnej „Bieliczna”
- placówka Straży Celnej „Izby”
- placówka Straży Celnej „Mochnaczka”
- placówka Straży Celnej „Tylicz”
- placówka Straży Celnej „Muszynka”
- placówka Straży Celnej „Wojkowa”